# Prix Jules-Verne
Der Prix Jules-Verne war ein französischer Literaturpreis, der jährlich von 1927 bis 1933 und dann erneut von 1958 bis 1963 für Werke aus dem Bereich Science-Fiction verliehen wurde.
Der Name des Preises bezieht sich auf den Autor Jules Verne.
Die Texte der Preisträger der Jahre 1927–1933 wurden in der Zeitschrift Lecture pour Tous, die der Jahre 1958–1963 in der Sammlung Le Rayon fantastique veröffentlicht.

## Liste der Preisträger
- 1927: Octave Béliard für La Petite fille de Michel Strogoff
- 1928: Jules-Louis Gastion-Pastre für Le Secret des sables
- 1929: Albert Bailly für L’Éther-Alpha
- 1930: Tancrède Vallerey für L’Île au sable vert
- 1931: Hervé de Peslouan für L’Étrange menace du Professeur Iouchkoff
- 1932: Pierre Palau für L’Énigmatique disparition de James Butler
- 1933: Jean-Toussaint Samat für "Les Vaisseaux en flammes"
- 1958: Serge Martel für L’Adieu aux astres
- 1959: Daniel Drode für Surface de la planète
- 1960: Albert Higon für La Machine du pouvoir
- 1961: Jérôme Sériel für Le Sub-espace
- 1962: Philippe Curval für Le Ressac de l’espace
- 1963: Vladimir Volkoff für Métro pour l’enfer